# Poljanska
Poljanska je naselje u Republici Hrvatskoj u Požeško-slavonskoj županiji, u sastavu općine Velika.

## Zemljopis
Poljanska je smještena 6 km zapadno od Velike,  susjedna naselja su Gornji Vrhovci na sjeveru, Ozdakovci na zapadu, Doljanci i Kantrovci na istoku.

## Stanovništvo
Prema popisu stanovništva iz 2001. godine Poljanska je imala 134 stanovnika, dok je prema popisu stanovništva iz 1991. godine imala 140 stanovnika.
| broj stanovnika | 224   | 225   | 180   | 205   | 248   | 361   | 357   | 425   | 354   | 359   | 322   | 277   | 188   | 140   | 134   | 96    | 77    |
|                 | 1857. | 1869. | 1880. | 1890. | 1900. | 1910. | 1921. | 1931. | 1948. | 1953. | 1961. | 1971. | 1981. | 1991. | 2001. | 2011. | 2021. |